# Shane Parris
Shane Parris (Amsterdam, 10 november 1990) is een Nederlands voetballer die als aanvaller voor onder andere FC Oss speelde.

## Carrière
Shane Parris speelde in de jeugd van ASV Fortius, AVV Zeeburgia en FC Omniworld. In 2009 maakte hij de overstap naar FC Oss, waar hij in het seizoen 2009/10 twee wedstrijden in de Eerste divisie speelde. FC Oss degradeerde uit de Eerste divisie. Parris speelde van begin tot eind 2011 voor Zwaluwen '30.

### Statistieken
| Seizoen                    | Club           | Land           | Competitie     | Competitie | Competitie | Beker | Beker | Totaal | Totaal |
| Seizoen                    | Club           | Land           | Competitie     | Wed.       | Dlp.       | Wed.  | Dlp.  | Wed.   | Dlp.   |
| -------------------------- | -------------- | -------------- | -------------- | ---------- | ---------- | ----- | ----- | ------ | ------ |
| 2009/10                    | FC Oss         | Nederland      | Eerste divisie | 2          | 0          | 0     | 0     | 2      | 0      |
| Carrièretotaal             | Carrièretotaal | Carrièretotaal | Carrièretotaal | 2          | 0          | 0     | 0     | 2      | 0      |
| Bijgewerkt op 1 april 2018 |                |                |                |            |            |       |       |        |        |